# JSON

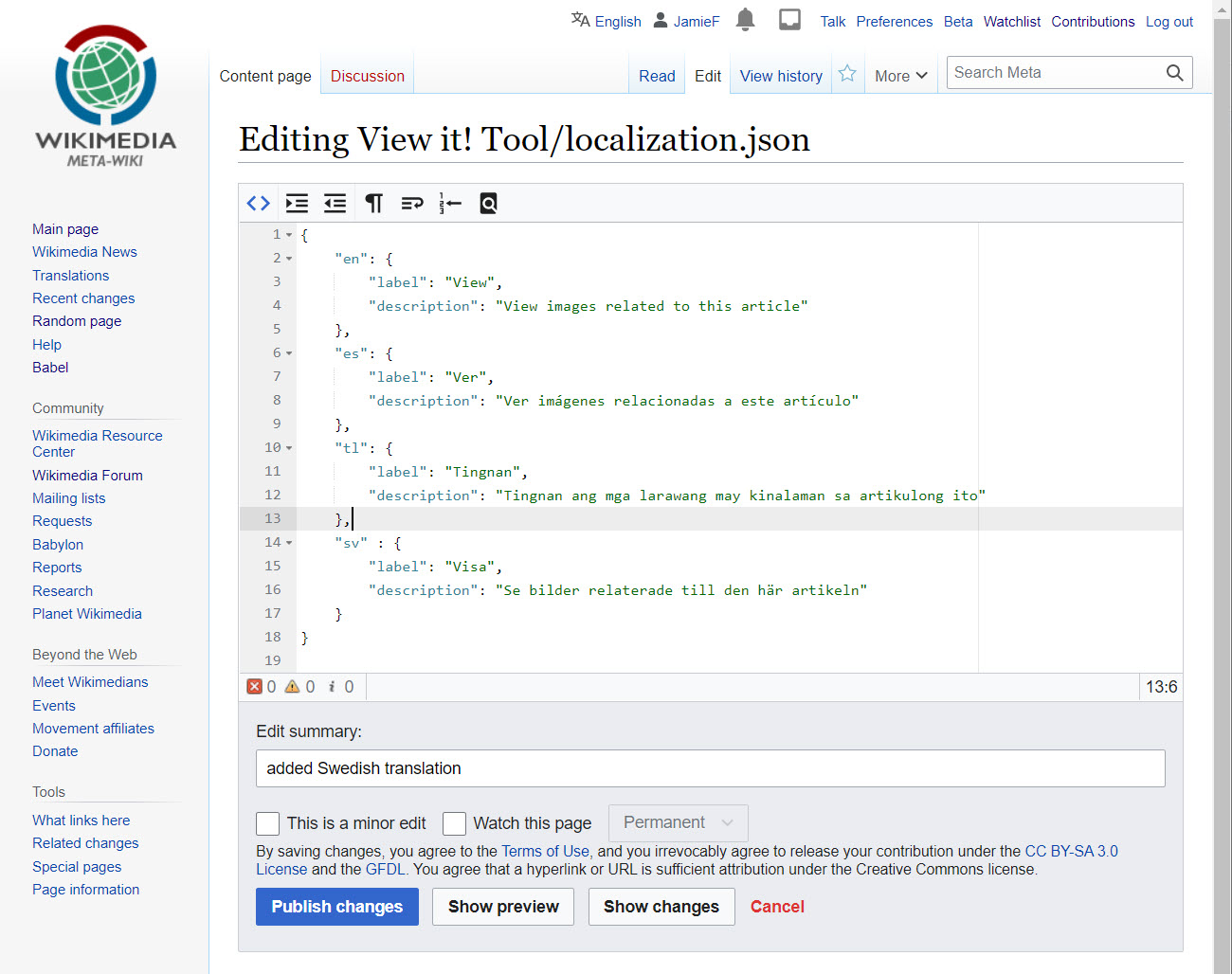
View_it!_Translation_Demo_3

JSON este un acronim în limba engleză pentru JavaScript Object Notation, și este un format de reprezentare și interschimb de date între aplicații informatice. Este un format text, inteligibil pentru oameni, utilizat pentru reprezentarea obiectelor și a altor structuri de date și este folosit în special pentru a transmite date structurate prin rețea, procesul purtând numele de serializare. JSON este alternativa mai simplă, mai facilă decât limbajul XML. Eleganța formatului JSON provine din faptul că este un subset al limbajului JavaScript (ECMA-262 3rd Edition) , fiind utilizat alături de acest limbaj. Formatul JSON a fost creat de Douglas Crockford și standardizat prin RFC 4627. Tipul de media pe care trebuie să îl transmită un document JSON este application/json. Extensia fișierelor JSON este .json.

## Tipuri de date, sintaxă și exemple
Exemplul de mai jos prezintă o posibilă reprezentare în JSON a unei persoane fictive.
```
{

  
"Nume"
:
 
"Popescu"
,

  
"Prenume"
:
 
"Ana"
,

  
"Varsta"
:
 
30
,

  
"Sex"
:
 
"Feminin"
,

  
"Adresa"
:
 
{

    
"Strada"
:
 
"Strada Mihai Eminescu"
,

    
"Numar"
:
 
123
,

    
"Oras"
:
 
"Bucuresti"
,

    
"CodPostal"
:
 
"010123"

  
},

  
"Contacte"
:
 
[

    
{

      
"Tip"
:
 
"Email"
,

      
"Valoare"
:
 
"ana.popescu@email.com"

    
},

    
{

      
"Tip"
:
 
"Telefon"
,

      
"Valoare"
:
 
"+40 123 456 789"

    
}

  
]

}

```

### Tipuri de dată
JSON are patru tipuri de bază. Acestea sunt:
Numar: un numar zecimal, pozitiv sau negativ, care poate conține o parte fracțională sau poate folosi notație exponențială E, dar nu poate include non-numere precum NaN. Acest lucru se intamplă deoarece formatul nu face distincție între numere întregi și numere cu virgulă mobilă. JavaScript folosește formatul de  virgulă mobilă dublă-precizie IEEE-754 pentru toate valorile sale numerice, dar alte limbaje care implementează JSON pot codifica numere diferit. 
Boolen: valorile pot fi true sau false
Șir de caractere : o secvență ce conține zero sau mai multe caractere Unicode. Șirurile sunt delimitate de ghilimele duble și suportă o sintaxă de escapare cu bară oblică inversă.
 Tablou: o listă ordonată ce conține zero sau mai multe elemente, fiecare dintre ele putând fi de orice tip. Tablourile folosesc notația parantezelor pătrate cu elemente separate prin virgulă.
 Obiect: o colecție ce conține perechi nume-valoare, unde numele (numit si key) sunt șiruri de caractere. Obiectele sunt delimitate de acolade și utilizează virgule pentru a separa fiecare pereche, în cadrul fiecărei perechi caracterul : separă cheia sau numele de valoarea sa.
null: o valoare goală, utilizând cuvântul null 